# Svatý Šebestián z Kadaně

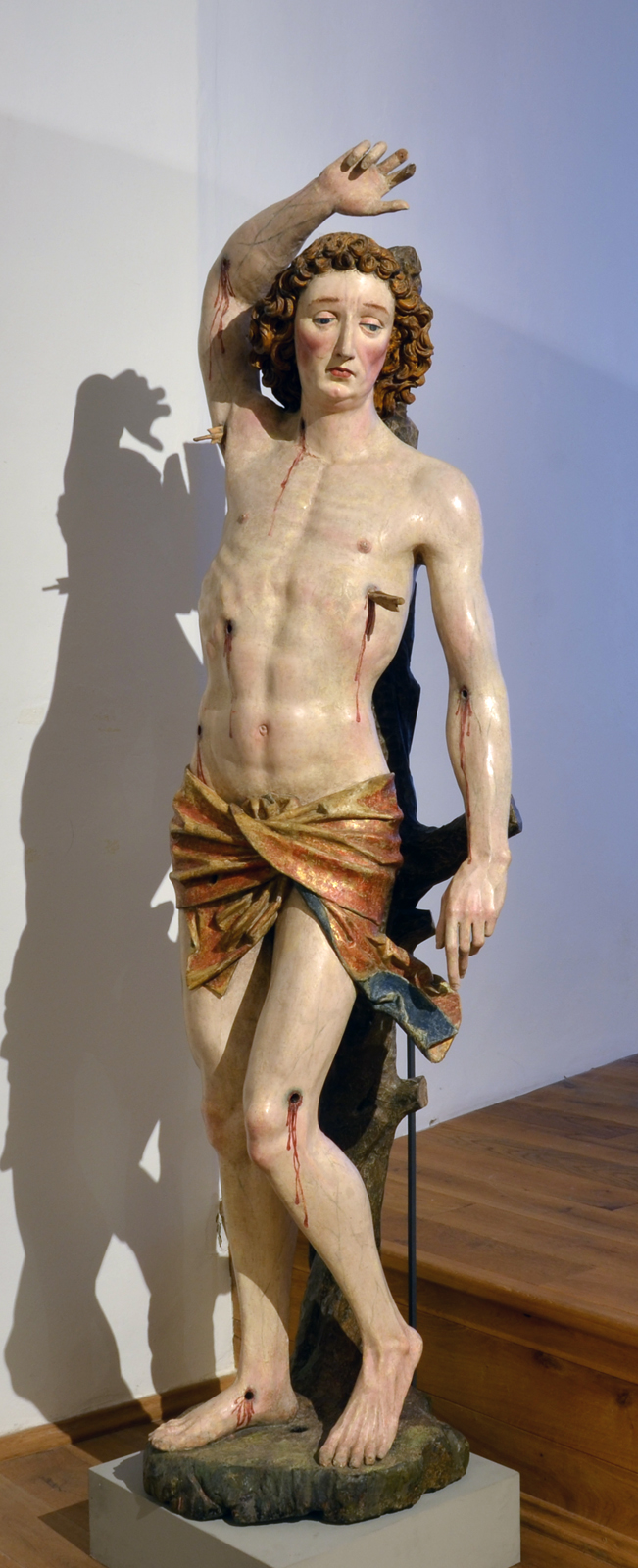
Sv. Šebestián z Kadaně (1510–1520)

Sv. Šebestián z Kadaně (1510–1520) je kvalitní pozdně gotická až raně renesanční řezba, která se vymyká místní severočeské produkci a její původ je třeba hledat spíše v Sasku. Pochází z bývalého františkánského klášterního kostela Zvěstování Panny Marie a Čtrnácti svatých pomocníků v Kadani. Socha je vystavena ve stálé expozici středověkého umění Oblastního muzea v Chomutově.

## Původ sochy
Socha byla původně umístěna proti kazatelně, na kamenné konzole v severní části triumfálního oblouku klášterního kostela Zvěstování Panny Marie a Čtrnácti svatých pomocníků v Kadani. Kostel byl vysvěcen roku 1480 a byl významně rozšířen a vybaven oltáři a dalšími uměleckými díly za Jana Hasištejnského z Lobkovic a jeho bratra Bohuslava. Sv. Šebestián je jedním ze Čtrnácti svatých pomocníků a byl uctíván jako ochránce proti moru nebo patron střelců. Socha je kladena do souvislosti se starším kadaňským retáblem s reliéfy Čtrnácti svatých pomocníků z roku 1480. Hypoteticky mohla souviset s narozením syna Jana Hasištejnského z Lobkovic, který dostal jméno Šebestián (1511).
Roku 1950 komunistický režim celý areál kláštera uzavřel a nechal ho chátrat až do jeho navrácení františkánům v roce 1991. Během této doby byla socha roku 1982 převedena do sbírky Oblastního muzea v Chomutově.

## Popis a zařazení
Plně plastická socha z lipového dřeva v mírně nadživotní velikosti, výška 212 cm, šířka 59 cm, hloubka 51 cm. Polychromie je původní. Mírná poškození pravé i levé ruky, z původních jedenácti šípů se zachovaly dva. Postava sv. Šebestiána má vynikající zpracování i na zadní straně a je natočena mimo hlavní pohledovou osu podstavce, což nasvědčuje, že byla vytvořena pro samostatné umístění na konzole. Sochu restaurovali Jiří Tesař (1983), Jan Živný (2000) a Milena Nečásková (2007).
Předlohou kompozice mohl být grafický list Monogramisty E.S. z roku 1467 nebo kresba norimberského malíře Hanse Trauta z konce 15. století, ale pojetí se blíží spíše dřevořezu Albrechta Dürera z roku 1495. Světec je znázorněn v mírném kontrapostu, s rukama a nohama připoutanýma ke stromu. Skloněná hlava a nízko uvázaná rouška odpovídá Dürerově kresbě sv. Šebestiána a sv. Rocha z roku 1496 (Frankfurt am Main, Städel Museum, Graphische Sammlung), kdy se vrátil z první cesty do Itálie, během které se seznámil s díly Andrea Mantegny. Socha vyniká dokonalou znalostí anatomie mužského těla s napjatými svaly. Realismus řezby podtrhuje zachovaná původní polychromie s bledou a místy namodralou kůží, prosvítajícími žílami a vytékajícími praménky krve.
Výjimečná socha sv. Šebestiána nezapadá do běžné umělecké produkce severozápadních Čech. Je pravděpodobné, že autor řezby se vyškolil v některé norimberské dílně. Určité analogie v pojetí tváří lze nalézt u soch tzv. Peringsdörffova oltáře (1486), jehož autorem je patrně Sixtus Frey a dílna Michaela Wolgemuta. Z této dílny pochází přibližně stejně stará tzv. Velká Pieta i nejbližší známá analogie kadaňské sochy Sv. Šebestiána v kostele sv. Jakuba v Norimberku.
Pro francký původ sochy svědčí inspirace grafickými listy Albrechta Dürera. Vliv raných děl würzburského sochaře Tilmana Riemenschneidera je sporný, protože na rozdíl od jeho soch, které se vyznačují štíhlými postavami, idealizací tváří a složitými draperiemi, je kadaňský sv. Šebestián znázorněn se střízlivým realismem. Realistické znázornění mužského těla je charakteristické spíše pro Veita Stosse, který se však do Norimberku vrátil až po roce 1496, kdy už autor sochy patrně odešel. Hlava sv. Šebestiána připomíná také práce Michela Erharta z Ulmu z konce 15. století (Sv. Jan Evangelista, 1493–1494, Blaubeuren, Sv. Vavřinec, 1495–1500, Stuttgart). 
Pokud je uvažována saská řezbářská produkce, pak je socha sv. Šebestiána nejbližší dílům Hanse Wittena (Meister H. W.), jehož dílna působila v Annabergu a dodala např. sochu Madony do kláštera v Oseku (kolem 1515). I Wittenova díla se inspirovala grafickými listy Albrechta Dürera, vyznačují se propracovanou anatomií (Kristus z "Bičování", 1510–1515, Chemnitz) a byla ovlivněna jihoněmeckými (Michel Erhart) a norimberskými (Adam Kraft, Veit Stoss) řezbáři. 

### Jiná díla

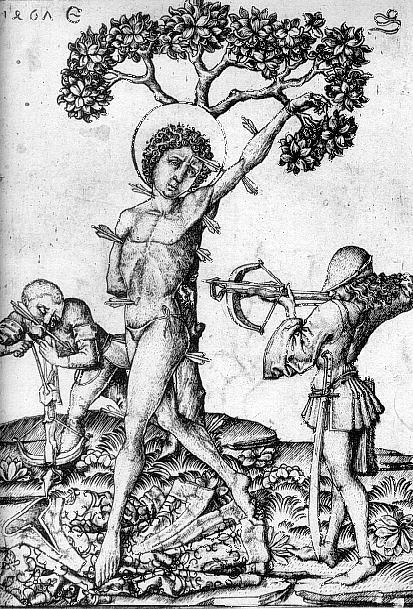
Monogramista E.S. - Martyrdom of St Sebastian 1467
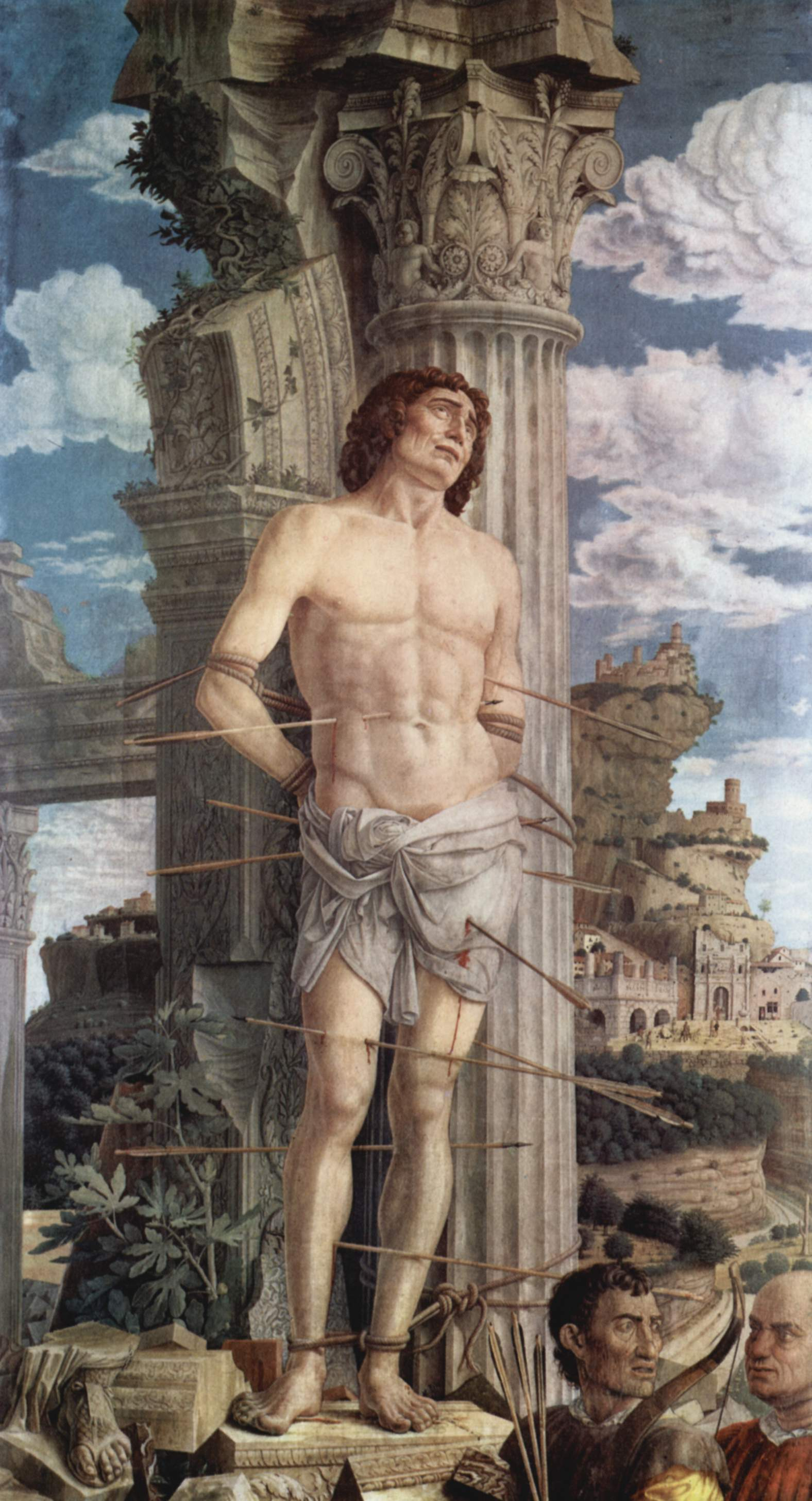
Andrea Mantegna: Sv. Šebestián (1480)
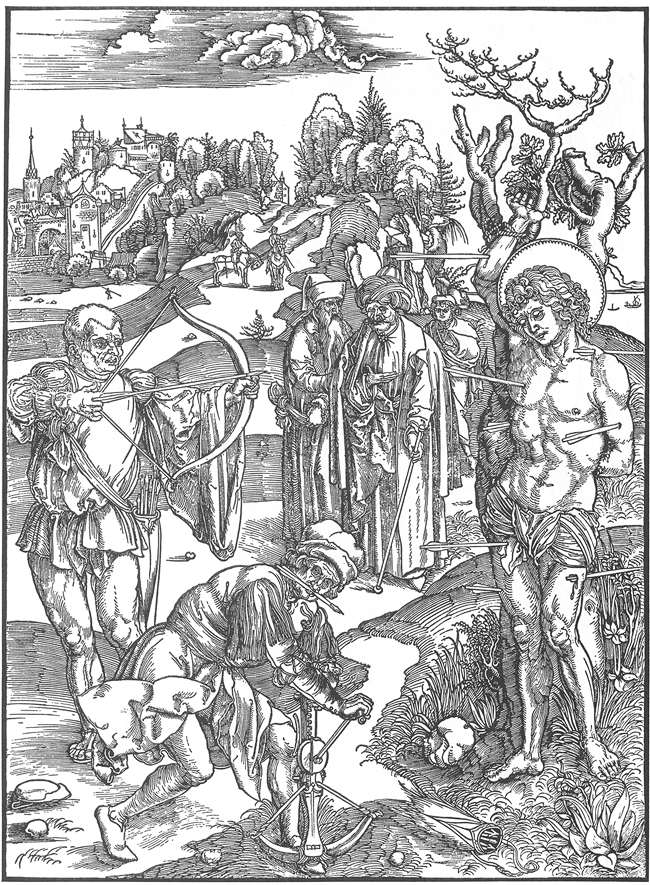
Albrecht Dürer - Martyrdom of St Sebastian (1495)
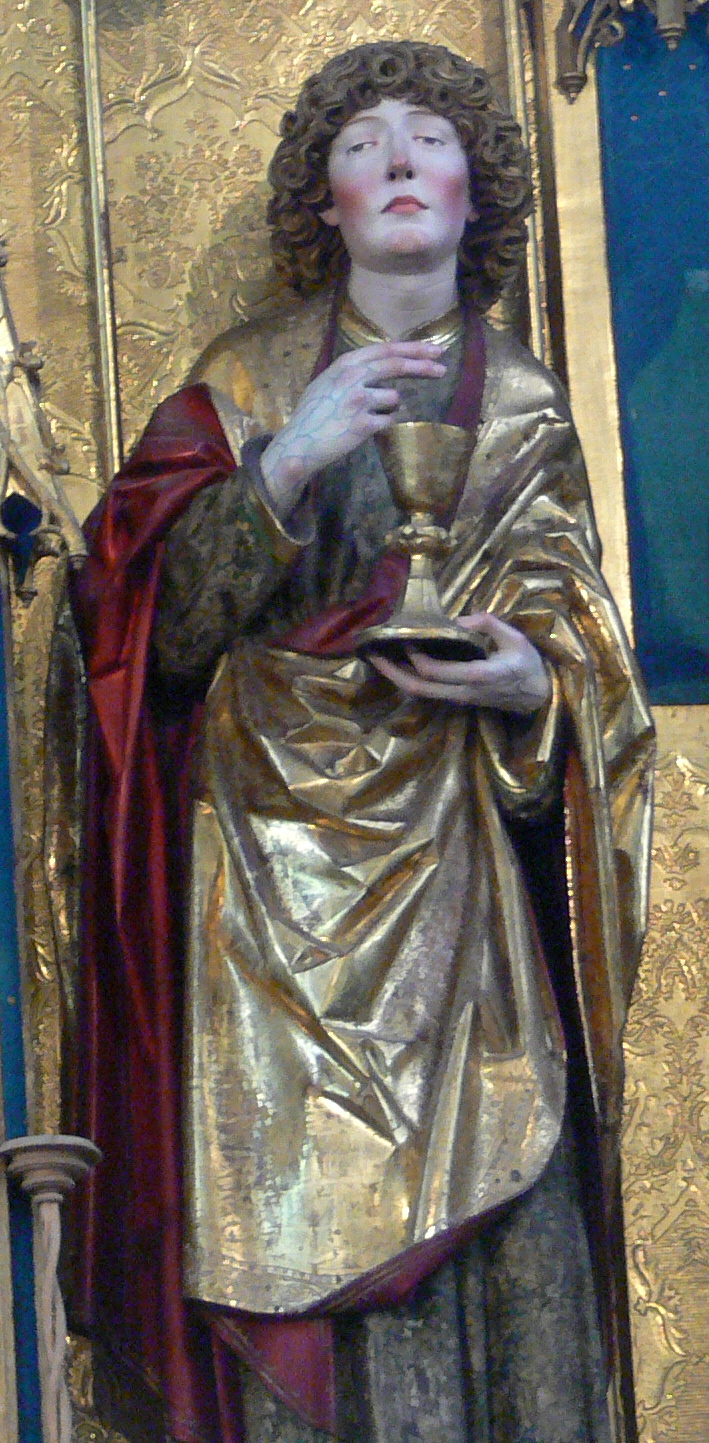
Michel Erhart: Blaubeuren Hochaltar - Johannes Evangelist
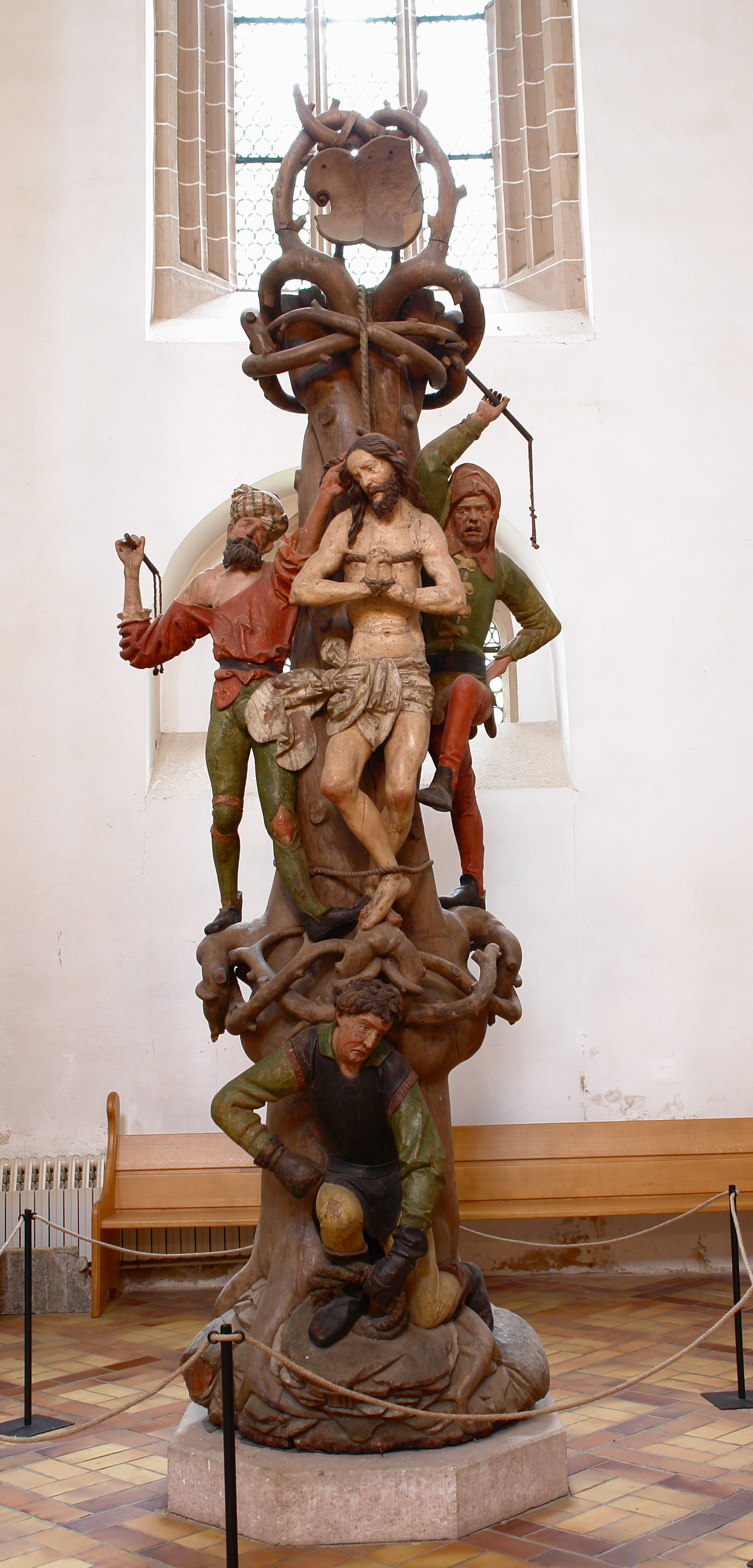
Hans Witten: Bičování Krista, Chemnitz Schlosskirche